# Episodi di Vice Principals (prima stagione)
La prima stagione della serie televisiva Vice Principals, composta da 9 episodi, è stata trasmessa negli Stati Uniti dall'emittente HBO dal 17 luglio al 18 settembre 2016.
In Italia, la stagione è andata in onda in prima visione sul canale satellitare Sky Generation dal 3 al 17 novembre 2016.
| nº | Titolo originale           | Titolo italiano              | Prima TV USA      | Prima TV Italia  |
| -- | -------------------------- | ---------------------------- | ----------------- | ---------------- |
| 1  | The Principal              | Il preside                   | 17 luglio 2016    | 3 novembre 2016  |
| 2  | A Trusty Steed             | Un destriero affidabile      | 24 luglio 2016    | 3 novembre 2016  |
| 3  | The Field Trip             | La gita scolastica           | 31 luglio 2016    | 3 novembre 2016  |
| 4  | Run for the Money          | La partita                   | 7 agosto 2016     | 10 novembre 2016 |
| 5  | Circles                    | Il cerchio dell'amicizia     | 14 agosto 2016    | 10 novembre 2016 |
| 6  | The Foundation of Learning | La base dell'apprendimento   | 21 agosto 2016    | 10 novembre 2016 |
| 7  | The Good Book              | La giornata degli insegnanti | 28 agosto 2016    | 17 novembre 2016 |
| 8  | Gin                        | La sbornia                   | 11 settembre 2016 | 17 novembre 2016 |
| 9  | End of the Line            | Fine della corsa             | 18 settembre 2016 | 17 novembre 2016 |